# عنان العامري
عنان محمد أديب العامري هي ناشطة ومناضلة فلسطينية ولدت في دمشق عام 1944، لعائلة تعود أصولها إلى مدينة يافا. حصلت على درجة البكالوريوس في علم الاجتماع من الجامعة الأردنية والماجستير من جامعة القاهرة، والدكتوراة من جامعة واين ستيت الأمريكية عام 1974.

## سيرتها
عملت باحثة زائرة في مركز دراسات الشرق الأوسط بجامعة هارفارد. أسست منظمة المجتمع الفلسطيني الأمريكي للدعم وأدارته ما بين 1980و1993، عملت في مركز الأبحاث الفلسطيني في بيروت. كانت عضوة في المجلس الوطني الفلسطيني، ساهمت في تأسيس المتحف العربي الأمريكي الذي افتتح عام 2005 وعملت مديراً تنفيذياً له، نشرت العديد من الأبحاث والدراسات منها التطور الزراعي والصناعي الفلسطيني.